# Třída Unrjú
Třída Unrjú byla třída letadlových lodí japonského císařského námořnictva z doby druhé světové války. Celkem bylo rozestavěno šest jednotek této třídy. Do konce války byly dokončeny tři, nesloužily však ve své původní roli, nýbrž byly využívány k přepravě surovin. Ve válce byla jedna potopena a dvě zničeny nálety. Byly to poslední postavené japonské velké letadlové lodě.

## Stavba
Projekt této třídy vycházel z letadlových lodí třídy Sórjú. Prototypová jednotka Unrjú byla objednána v rámci programu z roku 1941. Po bitvě u Midway byla objednána série dalších 15 sesterských lodí. Unrjú, Amagi a Kacuragi, všechny rozestavěné roku 1942, byly do služby přijaty roku 1944. Roku 1943 byly rozestavěny letadlové lodě Kasagi, Aso a Ikoma, ty se ale do konce války nepodařilo dokončit. Stavba zbývajících plavidel ani nebyla zahájena.
Jednotky třídy Unrjú:
| Jméno    | Loděnice             | Založení kýlu | Spuštěna | Doba zbývající do dokončení | Osud |
| -------- | -------------------- | ------------- | -------- | --------------------------- | --- |
| Unrjú    | Jokosuka             | 1942          | 1943     | 6. srpna 1944               | Dne 19. prosince 1944 byla ve Východočínském moři potopena dvěma torpédy vypuštěnými americkou ponorkou USS Redfish (SS-395). |
| Amagi    | Mitsubishi, Nagasaki | 1942          | 1943     | 10. srpna 1944              | Ve dnech 24. a 28. července 1945 byla zasažena americkými nálety. Převrátila se na základně v Kure.                           |
| Kacuragi | Kure                 | 1942          | 1944     | 15. října 1944              | Ve dnech 24. a 28. července 1945 byla těžce poškozena americkými nálety. Sešrotována 1947.                                    |
| Kasagi   | Mitsubishi, Nagasaki | 1943          | 1943     | –                           | Stavba zrušena v dubnu 1945, hotova z 85%, sešrotována 1947.                                                                  |
| Aso      | Kure                 | 1943          | 1944     | –                           | Stavba zrušena v lednu 1945, hotova z 60%, sešrotována 1947.                                                                  |
| Ikoma    | Kawasaki, Kobe       | 1943          | 1944     | –                           | Stavba zrušena v lednu 1945, hotova z 60%, sešrotována 1947.                                                                  |

## Konstrukce

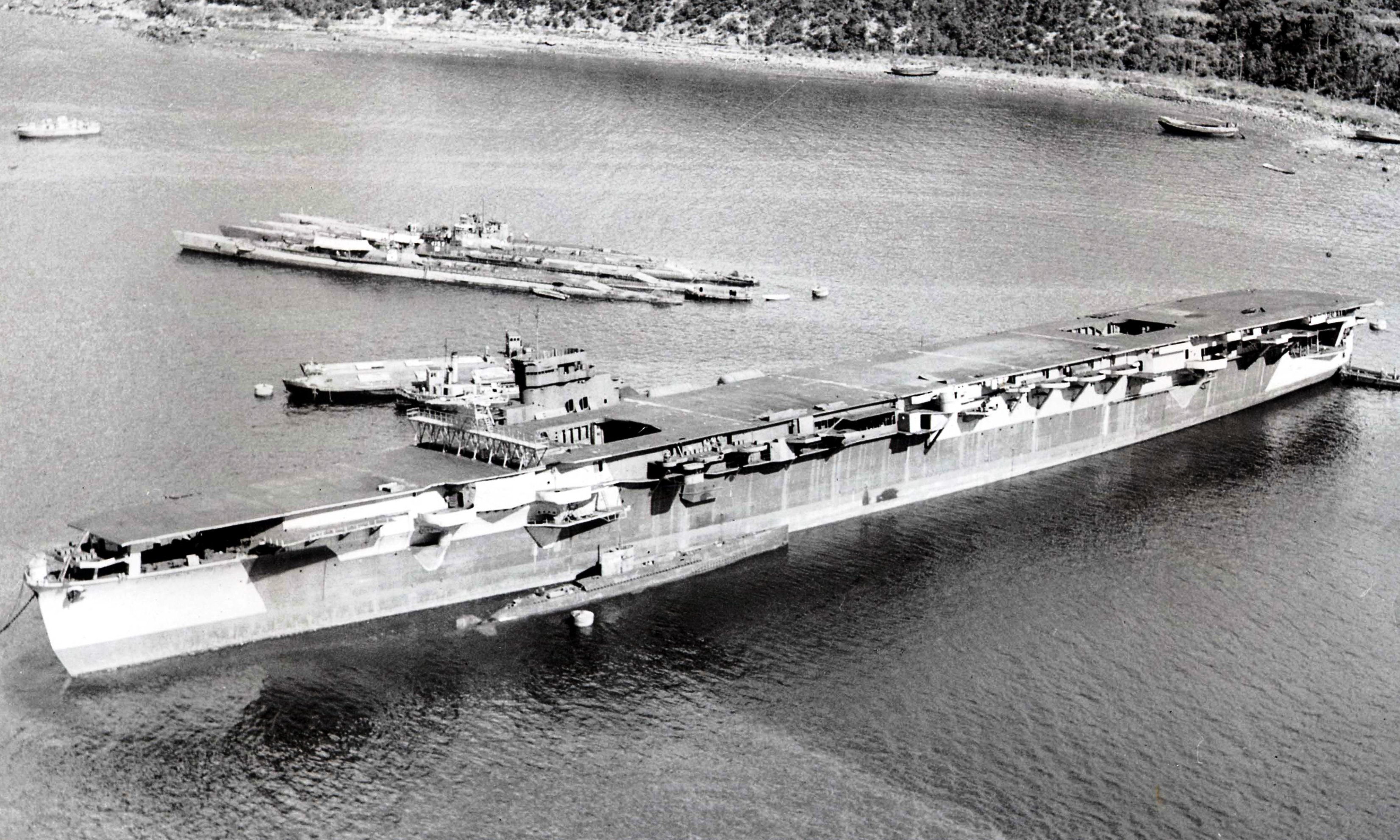
Kasagi

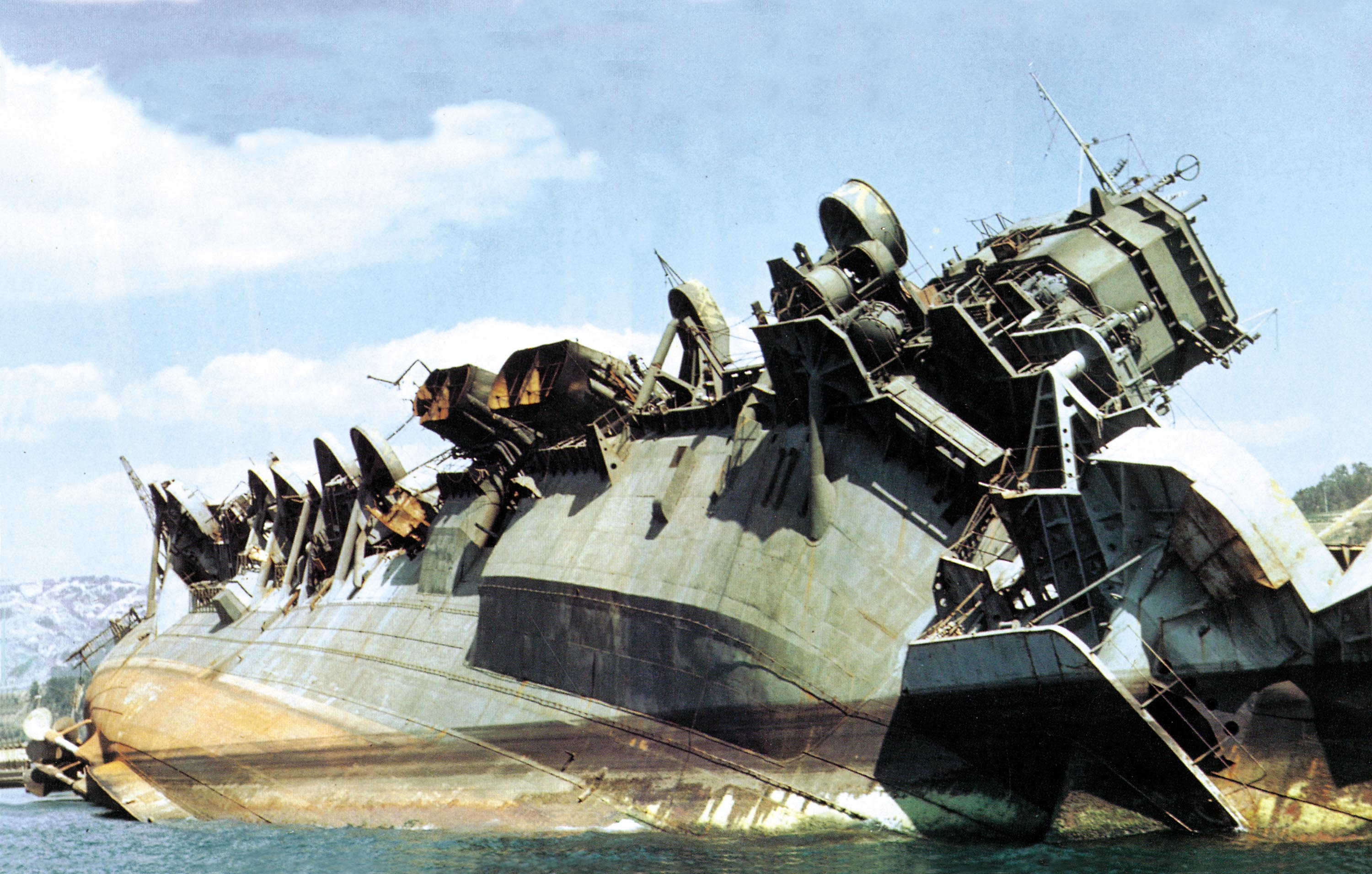
Amagi

### Unrjú
Konstrukce jednotlivých plavidel se lišila. Loď měla průběžnou letovou palubu s velitelskou nástavbou na pravoboku. S dvoupatrovým hangárem byla spojena dvojicí výtahů. Neseno mohlo být až 65 letounů (sériová plavidla o jedno méně). Nesla slabé pancéřování. Pohonný systém kryl 46mm pancíř na bocích a dolní hangárová paluba měla sílu 25 mm. Muniční sklady měly 55mm boky a 165mm stropy. Výzbroj tvořilo dvanáct 127mm kanónů typu 89 ve dvouhlavňových věžích a dále dvacet jedna trojhlavňových 25mm kanónů typu 96. Pohonný systém byl převzat z těžkých křižníků třídy Mogami. Tvořilo jej osm kotlů Kampon a čtyři parní turbíny Kampon o výkonu 152 000 hp, pohánějící čtyři lodní šrouby. Nejvyšší rychlost dosahovala 34 uzlů. Dosah byl 8000 námořních mil při 18 uzlech.

### KacuragiaAso
Výzbroj byla posílena na dvanáct 127mm kanónů a osmdesát devět 25mm kanónů. Kvůli nedostatku vhodných turbín byl využít zdvojený pohonný systém z torpédoborců. Pohonný systém tak dosahoval nižšího výkonu 104 000 hp. Rychlost poklesla na 32 uzlů.